# Башня Якобо Торсело
Башня Якобо Торсело (или башня Джакомо, Джиакомо, Якопо Торселло) — памятник архитектуры государственного значения, входит в комплекс Судакской крепости, расположена на Крепостной горе в городе Судак.

## История
К северо-западу внешней линии обороны Судакской крепости насчитывается шесть башен: Якобо Торселло, Угловая (XIV–XV ст.), Джованни Марионе (1388), Гварко Румбальдо (1394), Безымянная и одна разрушенная.
Башня Якобо Торсело находится в центральной части внешней линии обороны, с восточной стороны расположены единственные городские ворота генуэзской Солдайи.
На геральдической плите, которая вмурована в восточную стену башни, находится латинская надпись о том, что башня возведена в 1385 году во время правления консула Солдайи Якопо Торселло:
...1385, в первый день августа во время правления отличного и могущественного мужа и господина Якопо Торселло, почтенного консула и коменданта Солдайи.
В нижней части плиты изображены три щита с гербами, в центре — герб Генуи, слева — герб правящего Дожа Адорно, а справа — консула и коменданта Солдайи — Торселло.
Со временем верхняя часть плиты пострадала, год возведения башни теперь не виден, однако путешественники XVIII и первой половины XIX века еще имели возможность читать эту надпись полностью, хотя последняя цифра и вызвала споры среди ученых. Так, Г. Л. Одерико и Л. Ваксель указывали на 1380 или 1382 год, В.Н. Юргевич — на 1385 год, Е. Ч. Скржинская считала, что Г. Л. Одерико и Л. Ваксель, вероятно, приняли римскую цифру V (5) за II (2).
В 1972 году велись раскопки, под фундаментами башни обнаружены остатки оборонительных стен и башни византийского времени XII — XIII веков.

## Архитектура
Башня Якобо Торсело входит в комплекс главных ворот города. Башня трёхстенная, неправильной четырехугольной формы, трёхэтажная, открытая во внутреннюю часть города.
Периметр башни по внутреннему обмеру стен: с северной стороны — 5 м, с западного — 10,6 м, с восточного — 4,8 м, размеры башни — 8,8×8,8 м; высота — 22,26 г. Построена из серо-бурого песчаника на известковом растворе, кладка стен с внутренней стороны выполнена уступами, в которые заключены межэтажные перекрытия. Над стенами башни зубцы, которые установлены на каменные кронштейны — консоли.
Низ башни укреплён пологим склоном, контрфорсом, который выполнял не только инженерную функцию укрепления основания башни, но и боевую (от него отскакивали камни, сброшенные вниз защитниками крепости, а это, естественно, увеличивало площадь и возможность поражения противника). Контрфорс не только укреплял башню, но и увеличивал её военно-оборонительный потенциал.
На уровне первого этажа, в северной стене башни, есть вертикальная амбразура, которая в течение определённого времени была закрыта снаружи кладкой стены барбакана. На втором оборонительном ярусе в трёх стенах есть по одному прямоугольному окну.
К башне с юго-западной стороны примыкают фундаменты стен, что защищали большое строение (площадью до 250 м²) с остатками камина.
В одном из её помещений при раскопках обнаружены каменные ядра для баллист, постройка служила караульным помещением, здесь же располагалась и казарма местного гарнизона, где солдаты жили постоянно, поскольку рядом обнаружены остатки хозяйственных построек, а фрагменты фресок на камнях свидетельствуют о наличии здесь гарнизонной часовни. По мнению И. А. Баранова, в поздний период существования города и крепости здесь находилась таможня.
Во время археологических исследований обнаружены остатки четвёртой стены башни, которая закрывала её со стороны города.